# Parafia Matki Boskiej Szkaplerznej w Starym Węglińcu
Parafia Matki Boskiej Szkaplerznej w Starym Węglińcu – parafia rzymskokatolicka, znajdująca się w diecezji legnickiej, w dekanacie Nowogrodziec.